# Adam Bromberg
Adam Adolf Bromberg, född 12 mars 1912 i Lublin, död 23 mars 1993 i Stockholm, var en polsk-svensk bokförläggare.
Adam Bromberg var chef för det polska statliga förlaget PWN 1953–65. Efter antisemitiska förföljelser flyttade han med sin familj till Sverige 1970. Fem år senare grundade han Brombergs bokförlag tillsammans med sin dotter Dorotea Bromberg.
Vid sin död efterlämnade Adam Bromberg stora mängder självbiografiska anteckningar. Dessa blev stommen till en biografi år 2000 av den polska författaren Henryk Grynberg (född 1936).